# Гай Виселий Варон
Гай Виселий Варон (на латински: Gaius Visellius Varro) e политик и сенатор на ранната Римска империя.

## Биография
Произлиза от фамилията Виселии, клон Варон. Той е син на Гай Виселий Варон Акулеон (едил) и Хелвия, лелята на Цицерон.
През 12 г. е суфектконсул с Германик. През 21 г. е легат в провинция Долна Германия.
Той е баща на Луций Виселий Варон (консул 24 г.).